# حبيل الشوقين (بعدان)

تعديل مصدري - تعديل

حبيل الشوقين محلة تابعة لقرية يبار، التابعة لعزلة العذارب بمديرية بعدان إحدى مديريات محافظة إب في الجمهورية اليمنية، بلغ تعداد سكانها 125 حسب تعداد اليمن لعام 2004.